# Jean-Baptiste de Ronquier
Jean-Baptiste-Célestin-Félix-Joseph de Ronquier est un pédagogue, né à Ath, le 11 janvier 1779 et décédé à Mons, le 18 janvier 1856. 
Il était fils de Philippe-Ignace de Ronquier, avocat, greffier du magistrat d'Ath, promu le 21 avril 1791 aux fonctions de greffier du conseil de Hainaut, et de Catherine Lolivier. Il fit ses humanités au pensionnat de l'Ermitage de Wilhours lez-Ath, puis commença des études de médecine. Amené à émigrer avec ses parents lors de la conquête française, il séjourna pendant trente ans en Allemagne, notamment à Hambourg. Revenu dans son pays, il acheta la prévôté de Sirault qu'il habita, puis se fixa à Mons, menant une vie paisible en dehors de toute fonction publique. Son nom ne serait  pas sorti de l'oubli sans la publication d'un volume intitulé : Code de famille ou précis des études d'un père pour servir à  l'éducation de ses enfants, tome premier (Mons, Masquillier et Lamir,1851). Le tome II n'a pas vu le jour. 

La première partie traite de l'éducation de l'homme, la seconde de la philosophie pratique en général.
Élevé, comme il l'écrit lui-même, par d'excellents professeurs allemands, ayant étudié huit langues, l'auteur s'était adonné à la lecture de l'Écriture sainte et des ouvrages des pédagogues et des philosophes allemands et français. Son livre, d'un caractère bizarre, est le reflet de ses lectures et du milieu protestant et philosophique où il avait été élevé.